# Keith Goulet
Pour les articles homonymes, voir Goulet.
Keith Napoleon Goulet (né le 3 avril 1946) est un homme politique provincial canadien de la Saskatchewan. Il représente la circonscription de Cumberland à titre de député du Nouveau Parti démocratique de 1986 à 2003. Il est le premier métis à siéger au conseil des ministres de la Saskatchewan.

## Biographie
Né à Cumberland House (en), une communauté du nord-est de la Saskatchewan, il est le fils d'Arthur Goulet et de Veronique Carriere. Il étudie à Cumberland House, Prince Albert, au collège des enseignants de l'Ontario, à l'Université de la Saskatchewan et à l'Université de Regina. Goulet enseigne à l'école primaire, devient chargé de cours à l'Université de la Saskatchewan, principal du collège de la communauté de La Ronge et directeur exécutif du Gabriel Dumont Institute of Métis Studies and Applied Research (en). Il épouse Linda May Hemingway en 1974.

### Carrière politique
Élu en 1986, il devient le premier métis à faire son entrée au cabinet provincial en servant comme Secrétaire provincial, en tant que ministre associé au ministre de l'Éducation, ministre associé au ministre de l'Éducation, de la Formation et de l'Emploie et de ministre des Affaires du Nord.
Il se retire du cabinet en 2001 et de la politique en 2003.
Depuis 2020, il réside à Prince Albert.